# Steve Hylén
Steve Hans Lennart Hylén, född 17 augusti 1947 i Essinge, Bromma församling, Stockholm, är en svensk-amerikansk fotograf och skapare av Hylén-linssystemet.
Steve Hylén är son till fotografen Åke Hylén och Dordy Gustavsson (omgift Lindström och Ewerlöf, 1926-2017) samt på moderns sida äldre halvbror till skådespelaren Katarina Ewerlöf. Född i Stockholm bodde han även i Karlskrona innan han på 1960-talet flyttade till Sydafrika. Han kom till USA 1979 där han arbetat som stillbildsfotograf och reklamfilmsregissör. Tillsammans med Panavision har han utvecklat ett särskilt optiskt system som använts i mängder av amerikanska och brittiska långfilmer, bland annat i produktionen ”Försoning”. Tekniken innefattar ett relälinssystem som gör att fotografen kan skapa partiell skärpa i en och samma bild. 2009 fick han en Teknik-Oscar för denna uppfinning.